# Макс-Гюнтер Шранк
Август Макс Гюнтер Шранк (нім. August Max Günther Schrank; 19 листопада 1898, Ріден-ам-Форггензе — 22 вересня 1960, Грюнвальд) — німецький воєначальник, генерал-лейтенант вермахту. Кавалер Лицарського хреста Залізного хреста.

## Біографія
30 листопада 1916 року вступив добровольцем в Баварську армію. Учасник Першої світової війни. Після війни служив у фрайкорі Еппа. 1 жовтня 1919 року вступив у рейхсвер. З 26 серпня 1939 року — ад'ютант 1-ї гірської дивізії. Учасник Французької кампанії. З 1 серпня 1940 по 31 липня 1941 року — командир 1-го батальйону 100-го гірського полку своєї дивізії. Учасник Балканської кампанії і Німецько-радянської війни. З 23 січня по 1 квітня 1942 року — командир піхотного навчального штабу 71-ї піхотної дивізії у Франції. З 10 жовтня 1942 по 23 січня 1944 року — ад'ютант групи армій «A». Учасник боїв на Кавказі і Кубані. З 10 лютого по 18 січня 1945 року — командир 5-ї гірської дивізії.

## Нагороди
- Срібна медаль «За військові заслуги» (Австро-Угорщина) (12 листопада 1917)
- Залізний хрест
  - 2-го класу (28 липня 1918)
  - 1-го класу (31 липня 1919)
- Орден «За заслуги» (Баварія) 4-го класу з мечами (3 липня 1919)
- Німецький імперський спортивний знак в бронзі (20 серпня 1920)
- Почесний хрест ветерана війни з мечами (15 грудня 1934)
- Медаль «За вислугу років у Вермахті» 4-го, 3-го і 2-го класу (18 років; 2 жовтня 1936)
- Німецький Олімпійський знак 2-го класу (30 листопада 1936)
- Пам'ятна військова медаль (Угорщина) з мечами і шоломом (29 листопада 1937)
- Пам'ятна військова медаль (Австрія) з мечами (15 січня 1938)
- Медаль за участь у Європейській війні (1915—1918) з мечами (Третє Болгарське царство; 10 березня 1938)
- Медаль «У пам'ять 13 березня 1938 року» (8 листопада 1938)
- Застібка до Залізного хреста
  - 2-го класу (20 жовтня 1939)
  - 1-го класу (16 грудня 1939)
- Лицарський хрест Залізного хреста (17 липня 1941)
- Нарукавна стрічка «Крит» (1942)